# Jörg Lebert
Jörg Lebert (* 1960) ist ein Generalmajor a. D. der Luftwaffe der Bundeswehr. In seiner letzten Verwendung war er Chef des Stabes des Headquarters Allied Air Command der NATO in Ramstein.

## Militärische Laufbahn

### Ausbildung und erste Verwendungen
Lebert absolvierte, nach seinem Eintritt in die Bundeswehr, die Ausbildung zum Luftwaffenoffizier an der Offiziersschule der Luftwaffe in Fürstenfeldbruck sowie die Fliegerische Ausbildung in der 4. Staffel des Lufttransportgeschwader 62 (LTG 62), welche an der Verkehrsfliegerschule der Lufthansa in Bremen angegliedert ist. Danach wurde er in fliegerischen Verwendungen, als Einsatzpilot und Fluglehrer auf den Flugmustern C-160 Transall und C-130 Hercules eingesetzt. Von 1991 bis 1994 war Lebert Staffelchef der 3. Fliegenden Staffel des Lufttransportgeschwader 62 in Wunstorf. Im Anschluss nahm er von 1994 bis 1996 am Generalstabslehrgang an der Führungsakademie der Bundeswehr in Hamburg teil.

### Dienst als Stabsoffizier
Nach absolvieren der Ausbildung zum Generalstabsoffizier wurde Lebert 1996 zum Lufttransportkommando nach Münster versetzt. Hier war er als Stabsoffizier für Planung und Vorschriften, strategische Ausrichtung, Übungen und Standardisierung zuständig. Von 1998 bis 2000 wurde er wieder im Lufttransportgeschwader 62, diesmal als Kommandeur der Fliegenden Gruppe eingesetzt. Es folgten weitere Verwendungen als Stabsoffizier, unter anderem als Adjutant des Inspekteurs der Luftwaffe. Von 2003 bis 2006 war Lebert als Kommodore des Lufttransportgeschwader 62 erneut in Führungsverantwortung. Danach war er von 2006 bis 2009 im Führungsstab der Luftwaffe in Bonn als Referatsleiter des Referats Fü L I 4 (Grundsätze Organisation, STAN, Struktur Luftwaffe) eingesetzt. Es folgte 2009 bis 2011 eine internationale Verwendung als Branch Head, Joint Policy Application and Lessons Identified/Learned im Allied Joint Force Command Brunssum der NATO in Brunssum (Niederlande). In dieser Verwendung war er 2010 auch als Verbindungsoffizier zwischen dem Kommandeur Joint Force Command Brunssum und dem Kommandeur der ISAF-Mission im Auslandseinsatz in Kabul (Afghanistan). Von 2011 bis 2012 war Lebert als Change Manager im Luftwaffenführungskommando in Köln-Wahn für die Ausplanung und Einnahme der neuen Luftwaffenstruktur zuständig.

### Dienst als General
Von 2012 bis 2014 war Lebert, unter Beförderung zum Brigadegeneral, Deputy Commander und Chief of Staff des European Air Transport Command in Eindhoven (Niederlande). Es folgte 2014 bis 2016 eine Verwendung als Abteilungsleiter Weiterentwicklung und Planung im Kommando Luftwaffe in Berlin-Gatow. Diesen Dienstposten übergab er an Brigadegeneral Jan Kuebart. Für Lebert schloss sich eine von 2016 bis 2018 eine ministerielle Verwendung als Unterabteilungsleiter Haushalt und Controlling II im Bundesministerium der Verteidigung mit Dienstsitz in Bonn an. Auf diesem Dienstposten folgte ihm Flottillenadmiral Christoph Müller-Meinhard. Lebert nahm, unter Beförderung zum Generalmajor, zum 20. Juli 2018 den Dienstposten als Kommandeur der NATO Airborne Early Warning & Control Force in Geilenkirchen ein. Seit Oktober 2021 war Lebert der Chef des Stabes des Headquarters Allied Air Command der NATO in Ramstein. Zum 31. Juli 2022 trat Lebert in den Ruhestand.